# Cidriculteurs artisans du Québec
Pour les articles homonymes, voir CAQ.
L'association des Cidriculteurs artisans du Québec (ou CAQ) est une association qui a pour mission de regrouper les producteurs artisans de cidre québécois (incluant le cidre de glace). En 2010, elle regroupe 46 cidriculteurs, soit plus de 75 % des cidreries artisanales québécoises.

## Description
L'association a pour objectif principal de promouvoir les intérêts collectifs des cidreries artisanales.
Les membres de l'association sont, de façon générale, des producteurs agricoles qui cultivent eux-mêmes les pommes servant à la production. La production du cidre doit également se faire sur leurs propres terres.

## Réalisations
Ce n'est qu'en 1971 que la vente de cidre au Québec est légiférée. Grâce à l'association de différents producteurs, différentes normes et règlements furent instaurés afin de protéger le produit original. L'association, ayant également pour mandat de promouvoir son produit, a également apporté divers évènements et attraits dans cet objectif. Citons par exemple :
- En 1993, l'association obtient un sceau de qualité contrôlée[2].

- Toujours en 1993, l'association lance le mois du cidre québécois. Se déroulant au mois de mai, l'évènement regroupe alors 10 cidriculteurs, tous situés en Montérégie[2].

- En 1998, l'association, en collaboration avec l'Association touristique régionale de la Montérégie inaugure la première Route des cidres (à l'image de la Route des vins).

- En 2007, le gouvernement du Québec clarifie les dénominations des boissons alcooliques à base de pommes afin de protéger le cidre de glace. Le projet est monté par l'association et piloté par François Pouliot. On impose les taux de sucre requis avant et après la fermentation, la teneur en alcool (entre 7 et 13 %) et on interdit la congélation artificielle. Le texte précise également que « le titulaire qui fabrique un cidre de glace doit cultiver les pommes requises pour la fabrication de cette boisson alcoolique et exécuter à son établissement l'ensemble du processus de fabrication[3] ».

- En mars 2009, l'association obtient sa propre section à la Société des alcools du Québec (SAQ). Les cidres du Québec représentant environ 70 % du total des ventes des produits du Québec, ils sont maintenant catégorisés sous la bannière « Cidres du Québec »[4].

- En juin 2010, l'association essaie d'obtenir une appellation réservée pour le cidre de glace[5]. Les producteurs espèrent ainsi obtenir une indication géographique protégée dans le cadre de la « Loi sur les appellations réservées et les termes valorisants ». Si la demande est acceptée, le cidre de glace du Québec IGP (indication géographique protégée) sera un cidre nécessitant la certification depuis la cueillette des pommes jusqu’à sa commercialisation. Des critères plus restrictifs que le « Règlement sur le cidre et autres boissons alcooliques à base de pommes » ont été introduits tels que la provenance des pommes, les caractéristiques du produit fini, l’aire géographique délimitée, la traçabilité, les différentes étapes de fabrication et le profil organoleptique du produit.

## Critiques
Les demandes de nouvelle réglementation de l'association font objet de critiques, notamment de la part des grands cidriculteurs.
Par exemple, pour la saison 2010, après l'imposition de devoir produire le cidre sur place, les deux plus grands cidriculteurs du Québec (la Face cachée de la pomme et le Domaine Pinnacle qui contrôlent environ 80 % du marché) ont vu leur production fondre de la moitié, n'ayant pas d'équipement aussi efficace que celui de leurs sous-traitants. L'association défend la nouvelle réglementation en précisant notamment qu'elle vient assurer la qualité et empêcher les grandes industries de prendre le contrôle du marché. Moins d'un an après la nouvelle réglementation, le Ministère de l'Agriculture, des Pêcheries et de l'Alimentation du Québec (MAPAQ) s'apprête à modifier le règlement.